# الأمريكي: قصة بيل هيكس
فيلم الأمريكي: قصة بيل هيكس (بالإنجليزية: American: The Bill Hicks Story)‏ هو فيلم وثائقي صدر عام 2009 عن السيرة الذاتية عن حياة الممثل الكوميدي بيل هيكس. أنتج الفيلم مات هارلوك وبول توماس، ويتميز بلقطات أرشيفية ومقابلات مع العائلة والأصدقاء، بما في ذلك كيفن بوث.

## الإطلاق
قدم الفيلم عرضه الأول في أمريكا الشمالية في 2010 ساوث باي ساوث واست.

## الاستقبال

### النقد
عبر موقع روتن توميتوز، تم تصنيف 82٪ من 55 تقييمًا إيجابيًا. كان الإجماع النقدي هو: «كنز دفين من المواد الأرشيفية والمقابلات، أمريكي: قصة بيل هيكس هي احتفال غزير بالصوت الفريد الذي فاته بشدة في الكوميديا».

### الجوائز
تم ترشيح الفيلم لجائزة Grierson البريطانية للأفلام الوثائقية لعام 2010 عن فئة «الأفلام الوثائقية الأكثر تسلية». تم ترشيحها أيضًا لفئة أفضل رسومات ورسوم متحركة في جوائز عين السينما 2011. تشمل الجوائز التي تم الفوز بها مهرجان دالاس للأفلام في تكساس، في جائزة Little Rock The Oxford American's Best Southern Film ، في Biografilm ، بولونيا، إيطاليا The Lancia Award وأفضل فيلم وثائقي في مهرجان وسط المدينة السينمائي.

## روابط خارجية
- الموقع الرسمي
- الأمريكي: قصة بيل هيكس  في قاعدة بيانات الأفلام على الإنترنت (بالإنجليزية)
- «الرسوم المتحركة لبيل هيكس الحقيقي» ، مقابلة مع المخرجين، مناقشة إنشاء الفيلم، شيهاني فرناندو وهنري بارنز، guardian.co.uk ، 11 مايو 2010
- «استعراض الفيلم: أمريكي: قصة بيل هيكس» ، أندرو بولفر، guardian.co.uk ، 13 مايو 2010
- " American: the Bill Hicks Story ، review" ، تيم روبي، telegraph.co.uk ، 14 مايو 2010
- «مراجعة: American: the Bill Hicks Story» ، The Sunday Times ، 14 مايو 2010